# Kochmettwurst
Kochmettwurst ist eine Wurstart. Sie gehört als Variante der Kochstreichwurst zu den Kochwürsten.
Innerhalb der Wurstart gibt es eine große Vielzahl an Varianten. Gemeinsame Eigenschaft ist die geringe Schnittfestigkeit im erwärmten Zustand, da sich die Konsistenz im erkalteten Zustand überwiegend aus zusammenhängend koaguliertem tierischem Eiweiß und dem enthaltenen Fett ergibt. Typische Zutaten sind Schweinefleisch und Rindfleisch mit hohen Anteilen an Bindegewebe, Fettgewebe und Sehnen. Dazu kommen verschiedene Nährmittel wie Grütze und Grieß oder Kartoffeln. Ergänzt werden die Rezepte durch die Zugabe von Innereien wie Zunge, Hirn und Leber.
Man unterscheidet unter anderem folgende Wurstsorten:
- Schinkencreme aus fein zerkleinertem Schweinefleisch, Flomen und Speck
- Gekochte Mettwurst, Westfälische gekochte Mettwurst, Hamburger Gekochte, Hessische Kartoffelwurst
- Gekochte Mettwurst mit Schnauze aus zerkleinertem Schweinefleisch und Schweinemasken
- Zwiebelmettwurst, Kohlwurst, Schmorwurst
- Pfälzer Saumagen
- Gekochte Zwiebelwurst
- Rinderwurst
- Schmalzfleisch
- Norddeutsche Fleischwurst
- Knackwurst (Braunschweig)
- Weiße Graupenwurst, Westfälische Grützwurst, Kartoffelwurst, Knipp, Pfannenschlag, Semmelwürstchen, Semmelwurst, Weckewerk, Wurstebrei
- Hannoversche Weißwurst, Hannoversche Weiße, Hannoverscher Weißgekochte, Harzer Weiße
- Pinkel
- Pottsuse

## Regionale Verwendung
Regional werden in Deutschland unterschiedliche Wurstsorten und -arten als Kochmettwurst bezeichnet. Bekannte Beispiele sind:
- Bremer Kochmettwurst:

- klassisch: eine warmgeräucherte Rohwurst aus Rindfleisch und Schweinefleisch
- Hamburger Kochmettwurst

- klassisch: eine warmgeräucherte Rohwurst aus Schweinefleisch
- nach neuer Verkehrsauffassung: eine Bezeichnung für Fleischwurst
- eine Brühwurst aus Schweinefleisch und Aufschnitt-Grundbrät
- Hannoversche Kochmettwurst

- eine Sülzwurst aus Schweinefleisch in Kunstdärmen
-- Variante: Göttinger Weißwurst in kleineren Rinderdärmen
- Norddeutsche Kochmettwurst

- eine Brühwurst aus Schweinefleisch und Rinderbrät
- Westfälische Kochmettwurst

- allgemeines Synonym für Kochmettwurst als warmgeräucherte Rohwurst aus Rindfleisch, Schweinefleisch und Speck